# Яшкин, Григорий Петрович
Григо́рий Петро́вич Я́шкин (27 декабря 1922 — 10 октября 2003) — советский военный деятель, Участник Великой Отечественной войны. Генерал-полковник (16.12.1982).

## Биография
Родился в семье крестьянина. Отец — Пётр Ефремович (1902—1983). Мать — Ирина Андреевна (1900—1938). Дочери — Светлана Григорьевна и Елена Григорьевна.
Окончил Мордовское музыкально-драматическое училище в г. Саранске.
В Красной Армии с сентября 1939 года, призван Саранским городским военкоматом Мордовской АССР. В 1941 году окончил Подольское стрелково-пулемётное училище. Участник Великой Отечественной войны. Вступил в войну командиром пулемётного взвода на Западном фронте. В бою 27 ноября 1941 года под городом Мордвес получил тяжелое пулевое ранение. После госпиталя в декабре 1942 года был назначен командиром пулемётной роты 279-го отдельного зенитно-артиллерийского дивизиона ПВО, который входил в состав войск Горьковского корпусного района ПВО. С 1943 года — начальник штаба отдельного зенитно-пулемётного батальона, с 1944 — командир пулемётного батальона в 10-м зенитном пулемётном полку 2-го корпуса ПВО. Встретил Победу под Кёнигсбергом.
После войны командовал механизированным полком и отдельной танковой бригадой. В 1956 году окончил Военную академию им. М. В. Фрунзе, в 1972 году — Высшие академические курсы при Военной академии Генерального штаба СССР. В середине 1960-х годов служил заместителем командира 31-й танковой дивизии. С марта 1966 года — командир 24-й мотострелковой дивизии. С октября 1969 года — командир 44-го армейского корпуса Забайкальского военного округа. В период обострения советско-китайских отношений этот корпус под его командованием был введён на территорию Монголии.

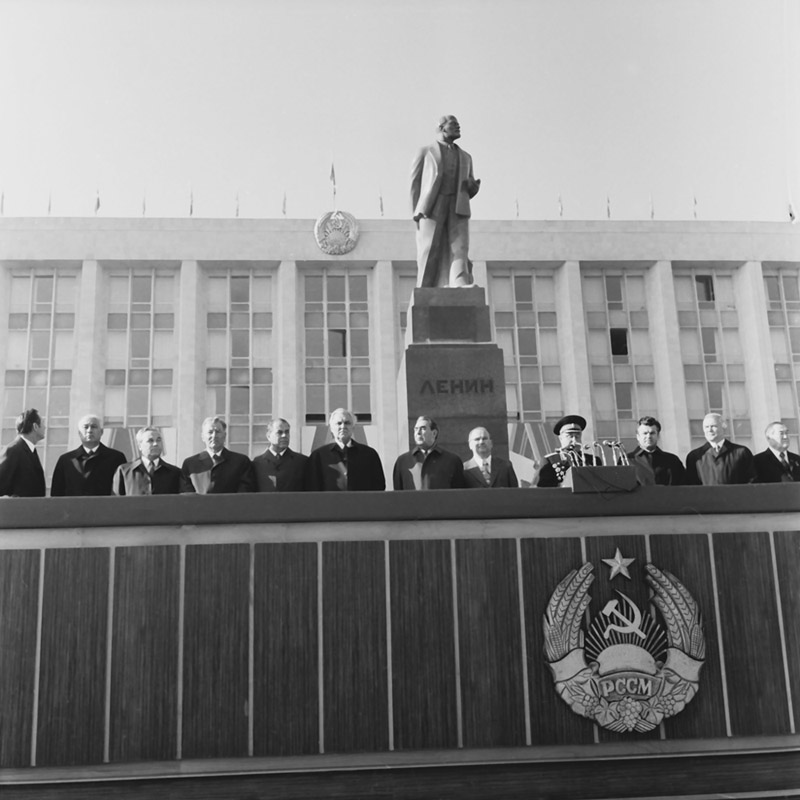
Яшкин выступает на военном параде в честь 50-летия Молдавской ССР, 1976.

С мая 1970 года — первый заместитель командующего 39-й общевойсковой армией Дальневосточного военного округа. С 30 ноября 1971 по 4 декабря 1975 года — командующий 14-й гвардейской общевойсковой армией в Одесском военном округе. С декабря 1975 года — заместитель командующего войсками Одесского военного округа по боевой подготовке — начальник подготовки войск, с ноября 1978 заместитель главнокомандующего по боевой подготовке — начальник управления боевой подготовки Группы советских войск в Германии (ГСВГ).
С октября 1980 по 1984 годы — главный военный советник в вооружённых силах Сирии — советник министра обороны САР. Руководил советскими военными специалистами в время операции «Медведка 19». Под его руководством была организована система ПВО Сирии. За время пребывания в Сирии пережил 2 покушения на свою жизнь, был контужен при взрыве здания штаба советской военной миссии в Дамаске 5 октября 1981 года.
В 1984—1987 годах — заместитель начальника Гражданской обороны СССР — начальник управления подготовки народного хозяйства по гражданской обороне. Участвовал в ликвидации последствий катастрофы на Чернобыльской АЭС. С 1987 года в запасе.
После выхода в отставку активно участвовал в общественной деятельности. С 1991 года был председателем Российского союза ветеранов Вооружённых сил, с 2001 года — первым заместителем председателя Российского комитета ветеранов войны и военной службы. Был также членом Президиума Координационного совета общероссийского общественного движения «Народно-патриотический союз России». Выдвигался в кандидаты Государственной Думы РФ по списку «Достоинство и милосердие» в 1993 году.
Почётный гражданин городов Подольск, Острава (Чехия), Карвина (Чехия).
Похоронен на Троекуровском кладбище Москвы.

## Воинские звания
- Генерал-майор (23.02.1967)
- Генерал-лейтенант (2.11.1972)
- Генерал-полковник (16.12.1982)

## Награды
- Орден Дружбы (1.04.1995, за многолетнюю плодотворную работу по патриотическому воспитанию молодежи, социальной защите ветеранов и укреплению дружбы между народами)[4]
- Орден Ленина
- Орден Красного Знамени
- Орден Отечественной войны I степени
- Орден Трудового Красного Знамени
- три ордена Красной Звезды (1943[5], ?, ?)
- ордена «За службу Родине в ВС СССР» II и III степеней
- медали СССР, в том числе:
- три медали «За отвагу»[6]
- медаль «За боевые заслуги» (15.11.1950)
- Медаль «За оборону Москвы»[7]
- Медаль «За победу над Германией в Великой Отечественной войне 1941—1945 гг.»[8]

награды Сирийской Арабской Республики
- Орден Заслуг I степени
- Орден «За боевую подготовку» I степени
- Орден «За храбрость» I степени
- 3 других ордена Сирийской Арабской Республики

награды других иностранных государств
- Орден «За боевые заслуги» (Монголия, 6.07.1971)
- Орден Тудора Владимиреску (Румыния)
- Четыре монгольские медали
- Две болгарские медали
- Одна чехословацкая медаль

## Сочинения
- Яшкин Г. П. Мы воевали в Сирии // Вестник ПВО. — 1988. — № 4.
- Яшкин Г. П. Эту жизнь не перепишешь заново. — М.: МОФ Победа-1945 год, 1994. — 266 с. — (Воспоминания).
- Яшкин Г. П. Под жарким солнцем Сирии. // Военно-исторический журнал. — 1998. — № 4. — С.58—66.